# Szent András-templom (Köln)

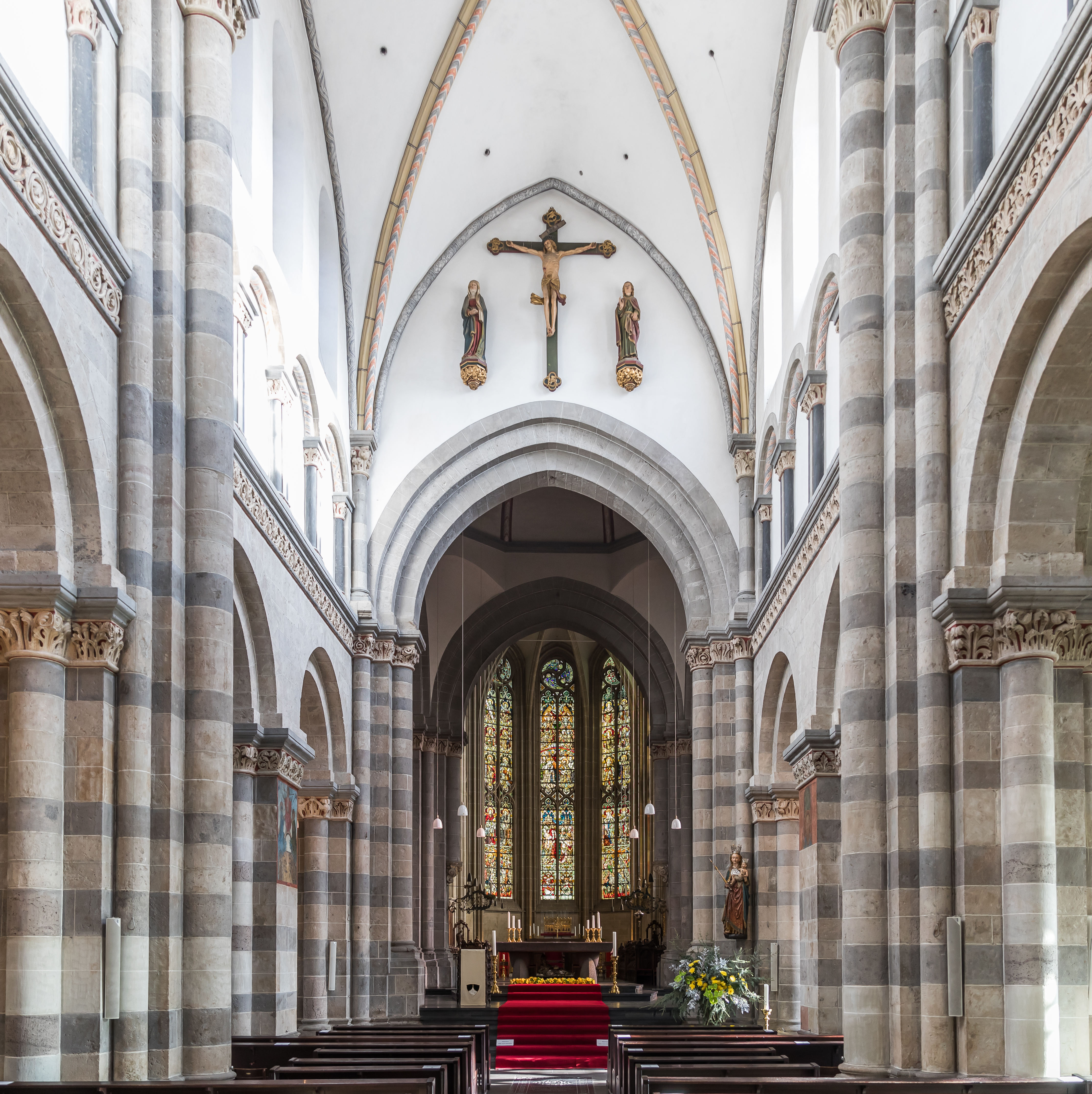
Belülnézet

A Szent András-templom a kölni romanika egyik jeles képviselője, egyike a 12 nagy román stílusú templomnak. 2010. január 1. óta már nem önálló plébánia, hanem a Szent Apostolok templom egyházkerületéhez tartozik. Altstadt-Nord városrészben, alig pár percre található gyalog a dómtól. Alapítása után jó kétszáz évvel jelentős mértékben átalakították gótikus stílusban, mégis alapjaiban mind a román stílus mind a gótika jegyeit magán viseli.
Az altemplomban található Albertus Magnus (1193 körül – 1280) sírja. A számtalan középkori kultikus és dísztárgy közül kiemelendő a gazdagon díszített kórusszék, a rózsafüzéroltár, ill. a makkabeus-ereklyetartóláda. A modern üvegfestészet kiemelkedő alkotásai közé tartozik Markus Lüpertz munkája a Makkabeus- és a Mária-kórusban.

## Az épület története
A Szent András templom háromhajós bazilika, amely helyén valószínűleg már a korai kereszténység korában is volt kápolna St. Matthaeus in fossa („Szent Mátyás a gödörben“) néven.
Történelmi dokumentumok szerint a 10. század második felében épült kanonoki templom létrehozását I. Brúnó kölni érsek kezdeményezte, majd a korai román stílusú, már ekkor kriptával is rendelkező templomot Gero érsek idején, Kr. u. 974-ben szentelték fel. A templom mai épülete nagy részben még a 12. századi késő román korszakból származik. A 14. században a szentélyt megtoldották egy gótikus kórussal és a mellékhajókhoz az elkövetkező évtizedek során szentélykápolnákat építettek. Újabb száz év múlva a román stílusú keleti szentélykórust és az alatta lévő kriptát is lebontották és helyette gótikus szentélycsarnok épült. Jellegzetessége a sátortető és markáns négyezeti torony.
1802-ben ezt a kanonokságot is szekularizálták. A domikánusok régi kölni templomából átszállították Albertus Magnus földi maradványait a templom más kegyeleti tárgyaival együtt a Szent-András templomba, amely plébániatemplom lett. A szintén kölni Makkabeus-templom szekularizációja miatt onnan szintén a Szent András-templomba került a késő középkori makkabeus-láda a makkabeusok relikviáival. A 19. század során a kanonokságot lebontották és helyreállították a templomot neoromán elemekkel. A kerengőt 1843-ban lebontották, csak a keleti folyosót hagyták meg, ami a mai bejárat.
A második világháború pusztításait 1947-ig sikerült kijavítani. Csodával határos módon az értékes és ritka középkori freskók teljes egészében megmaradtak. Karl Band régész 1953–55 között részben feltárta a 11. századi kriptát, amelyet ezek után modern stílusban kibővítettek és Albertus Magnus földi maradványait egy római szarkofágban itt helyezték el. 1957-ben a templomot a már 1947 óta itt tevékenykedő dominikánusoknak adták. Albertus Magnus halálának 700. évfordulóján (1980. november 15.) II. János Pál pápa is elzarándokolt az itt nyugvó szent sírjához. A templomot legutoljára 1992–97 között restaurálták átfogóan.
A makkabeus-ereklyetartó templom alakot formál és aranyozott rézlemezekből készült. A 40 relief a makkabeusok mártíriumát mutatják be, úgy hogy ezzel párhuzamosan Krisztus szenvedése és Mária kerülnek párhuzamba. Pl. a Makkabeus-testvérek ill. Jézus Krisztus megkorbácsolása. A tetőn a négy saroknál a négy evangélista, Máté, Márk, Lukács és János, a sarokoszlopoknál pedig Krisztus, Heléna, Mária és egy pap alakja látható.
A számtalan középkori kultikus és dísztárgy közül kiemelendő a gazdagon díszített kórusszék, a rózsafüzéroltár, ill. a makkabeus-láda. A modern üvegfestészet kiemelkedő alkotásai közé tartozik Markus Lüpertz munkája a Makkabeus- és a Mária-kórusban.